# Соловецькі острови (журнал)
Журнал «Соловецькі острови» — офіційне видання управління Соловецькими таборами особливого призначення, яке виходило з 1924 року (до № 2 1925 р. журнал називався «СЛОН»). 

## Історія
Перший тираж (березень 1924 року) вийшов у кількості 17 примірників. Другий номер вийшов тиражем вже 50 примірників.
У липні 1926 року 7 номер щомісячного журналу вийшов накладом 900 примірників. Редактор – Ф.І. Ейхманс. Авторами статей у цьому номері були: Микола Виноградов, Борис Глубоковський, Б. Євреїнов, Борис Ємельянов, Зорін, В. Кривош-Неманич, Н. Литвин, В.І. Массальський, Д. Матвєєв, Софія Окерман, Агроном Подшувейт, Б. Радо, А. К. Ремер-Работніков, Сидоров, В. Смирнов, Цвібельфіш, А. И., М. Н.
У 1927—1929 рр. журнал не виходив (його злили з журналом «Карело-Мурманський край»).
З 1929 року видання «Соловецьких островів» відновлено. Номер «5» 1930 року став останнім.
У журналі друкувалися багато ув'язнених — поети, наприклад, Кемецький В. С. Журнал «Соловецькі острови» продавався по всьому Радянському Союзу і навіть за кордоном.
Також на Соловках видавалася газета «Нові Соловки».